# 国立病院機構鈴鹿病院
独立行政法人国立病院機構鈴鹿病院（どくりつぎょうせいほうじんこくりつびょういんきこうすずかびょういん）は、三重県鈴鹿市にある独立行政法人国立病院機構が運営する病院である。

## 概要
旧国立療養所鈴鹿病院。政策医療分野における神経・筋疾患、重症心身障害の専門医療施設で障害者総合支援法上の「療養介護施設」と児童福祉法上の「医療型障害児入所施設」を有する施設である。2024年5月時点、三重県選挙管理委員会より、不在者投票のできる施設の一つとして指定されている。

## 診療科目
下記の科目は入院・外来両診療を行う。
- 神経内科
- 内科
- 循環器内科
- 小児科
- 整形外科
- リハビリテーション科
- 皮膚科
- 歯科

## 沿革
- 1943年（昭和18年）11月 - 亀山陸軍病院として創設。
- 1945年（昭和20年）12月 - 厚生省に移管、国立鈴鹿病院として発足。
- 1953年（昭和28年）04月 - 結核療養所に転換、国立療養所鈴鹿病院となる。
- 1964年（昭和39年）10月 - 進行性筋ジストロフィー症児（者）の収容開始。
- 1969年（昭和44年）05月 - 重症心身障がい児（者）の収容開始。
- 1972年（昭和47年）03月 - 各病棟別、病床数の増床等変更。
- 2001年（平成13年）01月 - 厚生労働省所管となる。
- 2001年（平成13年）03月 - 各病棟別、病床数等の変更。
- 2002年（平成14年）04月 - 各病棟別、病床数等の変更。
- 2003年（平成15年）10月 - 現在の病床種別、病床数となる（結核病棟の廃止）。
- 2004年（平成16年）04月 - 独立行政法人国立病院機構 鈴鹿病院に移行。
- 2010年（平成22年）03月 - 中央病棟開棟。
- 2012年（平成24年）12月 - 外来診療棟開棟。
- 2015年（平成27年）04月 - 中期目標管理型の独立行政法人に移行。
- 2015年（平成27年）07月 - 第1病棟の病床数の変更（全：290床（一般：50床、筋ジス：120床、重心：120床））。

## 指定医療機関
- 保険医療機関
- 労災保険指定医療機関
- 生活保護法指定医療機関
- 特定疾患治療研究事業委託医療機関
- 小児慢性特定疾患治療研究事業委託医療機関

## 交通アクセス
- JR関西本線 加佐登駅より徒歩で約8分。
- 近鉄鈴鹿線 平田町駅よりタクシーで約15分。
- 東名阪自動車道 鈴鹿インターチェンジより車で約8分。